# 1117 w polityce

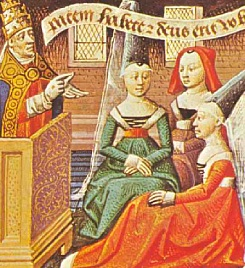
Bertrada de Montfort, królowa Francji

Wydarzenia polityczne w 1117 roku.

## Zmarli
- 14 lutego Bertrada de Montfort, królowa Francji[1].
- 9 grudnia Gertruda z Brunszwiku, margrabina Miśni[2].